# Giennadij Jermiłow
Giennadij Nikołajewicz Jermiłow (ros. Геннадий Николаевич Ермилов; ur. 26 maja 1959) – radziecki zapaśnik startujący w stylu klasycznym.
Złoty medalista mistrzostw świata w 1981 i 1982. Mistrz Europy w 1982 i 1983. Pierwszy w Pucharze Świata w 1982 roku.
Mistrz ZSRR w 1982; drugi w 1979 i 1983 roku.